# Manfred I d'Atenes
Manfred I d'Atenes, també conegut com Manfred d'Aragó o Manfred de Sicília o Manfred de Trinacria, (Catània, 1306 – Trapani, 9 novembre 1317) fou Duc d'Atenes des de l'any 1312 fins a la seva mort, el 1317.
Va néixer a Catània i era membre de la familia catalano-aragonesa del Casal d'Aragó i dels Comtes de Barcelona, que van prendre el control de l'illa de Sicília gràcies a la invasió del rei català Pere el Gran, arran de les Vespres Sicilianes.
Manfred d'Atenes fou el quart fill (el tercer home) de Frederic II de Sicília, rei de Sicília, i d'Eleonora d'Anjou. Pere el Gran va instituir el Regne de Sicília.
El seu pare Frederic va ser el tercer fill de Pere el Gran, rei d'Aragó, de València i comte de Barcelona i d'altres comtats catalans. Més tard també fou rei de Sicília, arran del seu matrimoni amb Constança de Sicília, filla del rei de Sicília Manfredi i, per tant, pretendent al tron de Sicília. Pere el gran va fer efectiu aquest dret aprofitant el conflicte de les Vespres Sicilianes, quan va envair l'illa amb l'exèrcit català i valencià. A la conquesta de l'Illa de Sicília no hi van participar els aragonesos.
La mare de Mandred d'Atenes, Elionor d'Anjou, era filla del rei de Nàpols, Carles II d'Anjou i de Maria Arpad d'Hongria.

## Biografia

Escut del Ducat d'Atenes

L'any 1311, la Gran Companyia Catalana, l'exèrcit dels almogàvers catalans, va instar Frederic II de Sicília a declarar-se sobirà del Ducat d'Atenes, després de vèncer Gualter V de Brienne i sostreure-li aquest territori. Segons la Crònica del cronista català Ramon Muntaner, la Gran Companyia Catalana havia nomenat comandant seu a Manfred, fill de Frederic II, després de la mort del seu germà Roger. Frederic, jutjant el seu fill encara massa jove, s'hi va negar. Tanmateix, va acceptar que Manfred fos investit Duc d'Atenes.
Al mateix temps, va permetre que un cavaller català del comtat d'Empúries, Berenguer Estanyol, fos nomenat Governador del Ducat d'Atenes.
L'any 1316, quan Berenguer va caure greument malalt, un fill il·legítim de Frederic II, Alfons Frederic d'Aragó, que el 1313 ja havia estat escollit cap de la Gran Companyia Catalana, fou nomenat Capità General del Ducat d'Atenes i després esdevingué Regent del ducat.
Per aquest motiu, Manfred hauria d'haver anat a reclamar el seu propi ducat. No obstant, no va poder. Va morir el 9 de novembre de 1317, a l'edat d'onze anys, a causa d'una caiguda del cavall mentre es trobava a Trapani, on va ser enterrat a l'església de San Domenico. Les seves restes reposen en una urna de fusta decorada, situada al costat dret de la nau principal, a la part superior, prop del presbiteri. Després de la mort de Manfred d'Atenes, el Ducat d'Atenes va passar al seu germà, Guillem d'Aragó, d'uns cinc anys d'edat.

## Ascendència
|                        |                  |                                   | Pares                                       |  |  | Avis |  |  | Besavis              |  |  | Rebesavis       |  |
|                        |                  |                                   |                                             |  |  |      |  |  | Jaume el Conqueridor |  |  | Pere el Catòlic |  |
|                        |                  |                                   |                                             |  |  |      |  |  | Jaume el Conqueridor |  |  | Pere el Catòlic |  |
|                        |                  | Maria de Montpeller               |                                             |  |  |      |  |  | Jaume el Conqueridor |  |  |                 |  |
| Pere el Gran           |                  |                                   |                                             |  |  |      |  |  | Jaume el Conqueridor |  |  |                 |  |
|                        |                  | Violant d'Hongria                 | Andreu II d'Hongria                         |  |  |      |  |  |                      |  |  |                 |  |
|                        |                  | Violant d'Hongria                 | Andreu II d'Hongria                         |  |  |      |  |  |                      |  |  |                 |  |
|                        |                  | Violant d'Hongria                 | Violant de Courtenay                        |  |  |      |  |  |                      |  |  |                 |  |
| Frederic II de Sicília |                  | Violant d'Hongria                 |                                             |  |  |      |  |  |                      |  |  |                 |  |
|                        |                  | Manfred I de Sicília              | Frederic II del Sacre Imperi Romanogermànic |  |  |      |  |  |                      |  |  |                 |  |
|                        |                  | Manfred I de Sicília              | Frederic II del Sacre Imperi Romanogermànic |  |  |      |  |  |                      |  |  |                 |  |
|                        |                  | Manfred I de Sicília              | Blanca Llança                               |  |  |      |  |  |                      |  |  |                 |  |
| Constança de Sicília   |                  | Manfred I de Sicília              |                                             |  |  |      |  |  |                      |  |  |                 |  |
|                        |                  | Beatriu de Savoia                 | Amadeu IV de Savoia                         |  |  |      |  |  |                      |  |  |                 |  |
|                        |                  | Beatriu de Savoia                 | Amadeu IV de Savoia                         |  |  |      |  |  |                      |  |  |                 |  |
|                        |                  | Beatriu de Savoia                 | Margarida de Borgonya i de França           |  |  |      |  |  |                      |  |  |                 |  |
| Manfred I d'Atenes     |                  | Beatriu de Savoia                 |                                             |  |  |      |  |  |                      |  |  |                 |  |
|                        | Carles I d'Anjou | Lluís VIII de França              |                                             |  |  |      |  |  |                      |  |  |                 |  |
|                        | Carles I d'Anjou | Lluís VIII de França              |                                             |  |  |      |  |  |                      |  |  |                 |  |
|                        | Carles I d'Anjou | Blanca de Castella i d'Anglaterra |                                             |  |  |      |  |  |                      |  |  |                 |  |
| Carles II d'Anjou      | Carles I d'Anjou |                                   |                                             |  |  |      |  |  |                      |  |  |                 |  |
|                        |                  | Beatriu I de Provença             | Ramon Berenguer V de Provença               |  |  |      |  |  |                      |  |  |                 |  |
|                        |                  | Beatriu I de Provença             | Ramon Berenguer V de Provença               |  |  |      |  |  |                      |  |  |                 |  |
|                        |                  | Beatriu I de Provença             | Beatriu de Savoia                           |  |  |      |  |  |                      |  |  |                 |  |
| Elionor d'Anjou        |                  | Beatriu I de Provença             |                                             |  |  |      |  |  |                      |  |  |                 |  |
|                        |                  | Esteve II d'Hongria               | Béla IV d'Hongria                           |  |  |      |  |  |                      |  |  |                 |  |
|                        |                  | Esteve II d'Hongria               | Béla IV d'Hongria                           |  |  |      |  |  |                      |  |  |                 |  |
|                        |                  | Esteve II d'Hongria               | Maria Làscaris                              |  |  |      |  |  |                      |  |  |                 |  |
| Maria Arpad d'Hongria  |                  | Esteve II d'Hongria               |                                             |  |  |      |  |  |                      |  |  |                 |  |
|                        |                  | Elisabet la Cumana                | …                                           |  |  |      |  |  |                      |  |  |                 |  |
|                        |                  | Elisabet la Cumana                | …                                           |  |  |      |  |  |                      |  |  |                 |  |
|                        |                  | Elisabet la Cumana                | …                                           |  |  |      |  |  |                      |  |  |                 |  |
|                        |                  | Elisabet la Cumana                |                                             |  |  |      |  |  |                      |  |  |                 |  |